# ألفورادا دو سول
ألفورادا دو سول بلدية في ولاية بارانا في المنطقة الجنوبية من البرازيل.